# 글리제 412
글리제 412(GJ 412)는 큰곰자리에 있으며 적색 왜성 두 개로 이루어진 쌍성으로, 지구에서 15.832광년 떨어져 있다. 다른 이름으로 큰곰자리 WX로 부르기도 한다. 주성인 글리제 412A는 겉보기 등급 8.77에 절대 등급은 10.34이며 분광형은 M1V로 적색 왜성들 중 밝은 편에 속한다. 동반성 글리제 412B는 겉보기 등급 14.48에 절대 등급 16.05로 주성보다 훨씬 더 어둡고, 분광형은 M5.5V이다. A와 B는 천구상에서 28초 떨어져 있다.

## 참고 문헌
- RECONS. “THE ONE HUNDRED NEAREST STAR SYSTEMS”. 2012년 5월 14일에 원본 문서에서 보존된 문서. 2013년 2월 14일에 확인함.

1. 1 2 3 4  “SIMBAD Query: LHS 38”. Centre de Données astronomiques de Strasbourg.

## 같이 보기
- 가까운 별 목록